# Лазоревые сороки
Лазоревые сороки (лат. Urocissa) — род птиц семейства врановых (Corvidae). Распространены в Азии. Родовое название представляет собой комбинацию др.-греч. οὐρά — «хвост», др.-греч. κιττα — «сорока».
В состав рода включают пять видов:
| Изображение | Научное название       | Русское название              | Распространение                                             |
| ----------- | ---------------------- | ----------------------------- | ----------------------------------------------------------- |
|             | Urocissa caerulea      | Толстоклювая лазоревая сорока | Тайвань                                                     |
|             | Urocissa erythroryncha | Красноклювая лазоревая сорока | Западные Гималаи, Мьянма, Камбоджа, Лаос и Вьетнам          |
|             | Urocissa flavirostris  | Желтоклювая лазоревая сорока  | Индийский субконтинент, изолированная популяция во Вьетнаме |
|             | Urocissa ornata        | Цейлонская лазоревая сорока   | Шри-Ланка                                                   |
|             | Urocissa whiteheadi    | Белокрылая лазоревая сорока   | юг Китая, север Вьетнама, север и центр Лаоса               |